# 浅田和男
浅田 和男（あさだ かずお、1939年10月26日 - 2003年3月28日）は、日本の実業家。漢方医の浅田宗伯の子孫。

## 経歴
東京都出身。1963年に慶應義塾大学工学部を卒業し、日本電信電話公社に入社。1992年6月に日本電信電話取締役に就任し、1996年6月に常務、1997年6月に副社長を経て、1999年7月から2002年6月までに西日本電信電話の初代社長を務めた。2001年から1年間だけ関西経済同友会代表幹事を務めた。
2003年3月28日、肺炎のため死去。63歳没。